# Petalotrichidae
Famille
Les Petalotrichidae sont une famille de Ciliés de la classe des Oligotrichea et de l’ordre des Choreotrichida.

## Étymologie
Le nom de la famille vient du genre type Petalotricha, dérivé du grec πέταλον / pétalone petalo-, « feuille de plante » et τριχ / trich, « en trois parties ; poil », littéralement « feuille en trois parties ».
Le genre Parapetalotricha, de para, « à côté de », se décline donc à partir du Petalotricha.

## Description
Le genre type Petalotricha montre une lorica (loge) en forme de sac ou conique ; avec un plateau oral étalé et un col bas évasé ; la marge orale est entière ou dentelée ; le col est divisé par une constriction nucale et un rebord nucal à l'intérieur de la partie principale ; le bol est globuleux ; l'extrémité aborale est arrondie, conique ou avec une légère pointe ; la paroi est généralement monocouche, avec deux types de fenêtres, dont les suborales oblongues forment une seule rangée et les subnucales sphériques ou elliptiques sont éparpillées.
Le genre Parapetalotricha diffère de Petalotricha par sa lorica qui est munie d'un double collier, un collier intérieur et un collier extérieur. L'espèce anciennement baptisée Petalotricha entzi Kofoid, ayant un collier intérieur, appartient donc au nouveau genre Parapetalotricha.
Ce dernier montre une lorica hyaline, se composant outre d'un collier double, mais aussi d'une cuvette conique. Le col extérieur est en forme d'entonnoir bas, tandis que l'intérieur est plus court et droit. Le bol se rétrécit progressivement vers l'extrémité distale. Toute la surface est lisse, sans stries ni fenestelles.

## Distribution
Le genre Parapetalotricha a été découvert dans antarctique, près de la station Syowa.

## Liste des genres et espèces
Selon BioLib (3 octobre 2022) :
- Parapetalotricha Hada, 1970
- Petalotricha Kent, 1881

Selon GBIF (3 octobre 2022) :
- Parapetalotricha Hada, 1970
  - Parapetalotricha meridiana Hada, 1970

Selon The Taxonomicon (3 octobre 2022) :
- Petalotricha Kofoid & Campbell, 1929

## Systématique
Le nom correct de ce taxon est Petalotrichidae Petalotrichidae Kofoid & Campbell, 1929.

## Publication originale
- (en)[PDF] Y. Hada. « The Protozoan Plankton of Antarctic and the Subantarctic Seas ». Jare scientific reports, Hiroshima, Série E, n. 31, p. 1-51 (lire en ligne).